# Liebstadia pannonica
Liebstadia pannonica är en kvalsterart som först beskrevs av Rainer Willmann 1951.  Liebstadia pannonica ingår i släktet Liebstadia och familjen Liebstadiidae. Inga underarter finns listade i Catalogue of Life.